# Ковтун, Марина Васильевна
Мари́на Васи́льевна Ко́втун (род. 10 марта 1962, Мурманск) — российский государственный и политический деятель. Член бюро Высшего совета партии «Единая Россия». Губернатор Мурманской области с 13 апреля 2012 по 21 марта 2019 (временно исполняющий обязанности губернатора Мурманской области с 4 по 13 апреля 2012 и с 5 мая по 8 октября 2014).

## Биография

### Происхождение
Марина Козлова родилась 10 марта 1962 года в Мурманске. Отец — Василий Тихонович Козлов — тралмейстер, Герой Социалистического Труда.
В 1980 году окончила Пензенский техникум советской торговли им. 50-летия ВЛКСМ. Выпускница Высшей комсомольской школы при ЦК ВЛКСМ.
В 1984 году вышла замуж. С мужем Василием познакомилась в студенческие годы.
С 1986 года работала в Мурманском обкоме ВЛКСМ, затем возглавила Кольский районный комитет комсомола.

### Кольский райисполком
С декабря 1991 года руководила отделом по делам молодёжи Кольского райисполкома. Председателем Кольского райсовета и райисполкома в те годы (с 1990 по 1992) был Валентин Лунцевич.
В конце 1991 года была проведена реорганизация органов исполнительной власти — с 1 января 1992 года исполнительный комитет был упразднён, а районный совет народных депутатов был преобразован в Совет депутатов.
В 1992 году возглавила сектор налогообложения физических и иностранных лиц налоговой инспекции по Кольскому району.

### В администрации Мурманской области
В 1993 году начала работать в Администрации Мурманской области специалистом управления социальной защиты населения. Позднее перешла на работу в управление делами Администрации Мурманской области.
С 1994 по 2005 год — заместитель председателя комитета по физической культуре, спорту и туризму администрации Мурманской области.
В 2001 году окончила Северо-Западную академию государственной службы по специальности «государственное и муниципальное управление».

### Федеральное агентство по туризму
В феврале 2005 года Ковтун уехала в Москву, поскольку была принята на работу в Федеральное агентство по туризму, созданное в ноябре 2004 года и возглавленое Владимиром Стржалковским. Ковтун была назначена заместителем начальника Управления развития внутреннего туризма и государственных проектов, коим был Анатолий Ушаков.

### В администрации Мурманской области
С 2006 по 2009 год возглавляла отдел по развитию туризма департамента экономического развития Мурманской области.

### Кольская ГМК Норникеля
С 2009 по 2011 год — помощник, затем заместитель генерального директора ОАО «Кольская ГМК».

### Депутат Мурманской областной думы
В декабре 2011 года избрана депутатом Мурманской областной думы пятого созыва по единому избирательному округу по списку партии «Единая Россия», избрана первым заместителем председателя Мурманской областной Думы. Возглавляла фракцию «Единая Россия».

### Губернатор Мурманской области
Указом Президента России Дмитрия Медведева от 4 апреля 2012 года назначена временно исполняющей обязанности губернатора Мурманской области. Прежний глава региона Дмитрий Дмитриенко подал в отставку по собственному желанию. Уточнялось, что Ковтун из той же команды, что и Стржалковский.
12 апреля 2012 года вошла в список кандидатов на должность губернатора Мурманской области, предложенных Президенту России партией «Единая Россия». В тот же день предложена Президентом на рассмотрение Мурманской областной думы для наделения её полномочиями главы региона.
13 апреля 2012 года утверждена в должности губернатора Мурманской области; в тот же день состоялась её инаугурация.
В 2012 году Марина Ковтун согласно исследованию «Национальной службы мониторинга» вошла в тройку наиболее информационно открытых губернаторов.
Согласно результатам исследования «дружественности политики» губернаторов России к предпринимателям, проведённого в 2012 году, Марина Ковтун заняла последнее 83-е место; в 2013 году в этом же рейтинге губернатор поднялась на три строчки вверх и заняла 80-е место.
В рейтинге «100 самых влиятельных женщин России» журнала Огонёк, опубликованном в марте 2014 года, заняла 55-е место.
5 мая 2014 года Марина Ковтун подала президенту прошение о досрочной отставке чтобы подтвердить должность губернатора выборами. С этого дня она являлась исполняющей обязанности губернатора Мурманской области.
В июне 2014 года мурманское отделения «Единой России» выдвинуло Ковтун кандидатом в губернаторы на выборах в единый день голосования — 14 сентября. На состоявшихся выборах Марина Ковтун получила 64,69 % голосов избирателей. Явка составила 31 %.
8 октября 2014 года состоялась инаугурация и Марина Ковтун вступила на должность губернатора Мурманской области на второй срок.
С 6 апреля по 22 ноября 2016 — член президиума Государственного совета Российской Федерации.
21 марта 2019 года покинула должность Губернатора досрочно по собственному желанию.

## Личная жизнь
Марина Ковтун замужем (вышла в 1984, венчалась в 2017), имеет сына и дочь. Дочь Марина оканчивает аспирантуру в одном из московских вузов.

## Увлечения
Главное хобби Марины Ковтун — экстремальные виды спортивной рыбалки. Её увлечение разделяет и муж. Вместе с мужем они проводят зимние выходные на люду озера Имандра. Губернатор занимается спортом — бегает на лыжах, стреляет из спортивной винтовки и пистолета. Ездит на снегоходе. Болеет за российские хоккейные команды, разбирается в этом виде спорта. Любит готовить, варит борщ. Регулярно бывает в Интернете, но только в Твиттере. Утверждает, что все аккаунты «от её имени» в других соцсетях являются подделками. В 2012 году она вошла в тройку наиболее информационно открытых губернаторов, согласно исследованию «Национальной службы мониторинга».

## Награды
- Медаль ордена «За заслуги перед Отечеством» II степени (29 июня 2015 года) — за достигнутые трудовые успехи и многолетнюю добросовестную работу[28]